# Tonsilla makros
Tonsilla makros är en spindelart som beskrevs av Wang 2003. Tonsilla makros ingår i släktet Tonsilla och familjen mörkerspindlar. Inga underarter finns listade i Catalogue of Life.